# Всемирная эстафета олимпийского огня
Всемирная эстафета олимпийского огня (англ. Olympic torch relay) проводилась перед олимпиадами 2004 и 2008 годов. Олимпийский огонь доставляют на все континенты. Ни одна олимпиада, начиная с 1936 года, не проходит без эстафеты. Олимпийский огонь — один из символов Олимпийских игр. Его зажигают в городе проведения игр во время их открытия и он горит непрерывно до их окончания.
Ритуал зажжения священного огня происходит от древних греков и был возобновлен де Кубертеном в 1912 году. Факел зажигают в Олимпии направленным пучком солнечных лучей, образованным вогнутым зеркалом.
Олимпийский огонь символизирует чистоту, попытку совершенствования и борьбу за победу, а также мир и дружбу.
Традиция зажигать огонь на стадионах была начата в 1928 году (на зимних Играх — в 1952 году). Эстафета с горящим факелом впервые была введена в 1936 году по инициативе  Карла Дима. Олимпийский факел доставляется на главный стадион Игр во время церемонии открытия, где с помощью факела зажигается огонь в специальной чаше на стадионе. Олимпийский огонь горит до закрытия Олимпиады.
Обычно зажжение огня доверяют известному человеку, чаще всего спортсмену, хотя бывают и исключения. Считается большой честью быть избранным для проведения этой церемонии.

## 2008
Российский этап Всемирной эстафеты олимпийского огня перед летней Олимпиадой в Пекине прошёл в Санкт-Петербурге 4 апреля. В этапе приняли участие 80 факелоносцев, включая чиновников, известных спортсменов и артистов.